# Spiaggia di Brancaleone
Spiaggia di Brancaleone este o arie protejată (arie specială de conservare — SAC, sit de importanță comunitară — SCI) din Italia întinsă pe o suprafață de 1.585 ha, din care 89 % marine.

## Localizare
Centrul sitului Spiaggia di Brancaleone este situat la coordonatele 37°56′51″N 16°05′21″E / 37.9475°N 16.0892°E.

## Înființare
Situl Spiaggia di Brancaleone a fost declarat sit de importanță comunitară în septembrie 1995 pentru a proteja 40 de specii de animale. Situl a fost protejat și ca arie specială de conservare în iunie 2017.

## Biodiversitate
Situată în ecoregiunea mediteraneană, aria protejată conține 9 habitate naturale: Dune cu tufărișuri sclerofile Cisto-Lavenduletalia, Dune mobile cu vegetație embrionară, Recifuri, Straturi cu Posidonia (Posidonion oceanicae), Faleze cu vegetație de Limonium spp. endemic de pe coastele mediteraneene, Dune de pe litoral fixate cu Crucianellion maritimae, Vegetație anuală la limita mareei, Dune cu vegetație ierboasă Malcolmietalia, Bancuri de nisip acoperite în permanență slab de apă marină.
La baza desemnării sitului se află mai multe specii protejate:
- păsări (38): lăcar-de-lac (Acrocephalus scirpaceus), fluierar de munte (Actitis hypoleucos), pescăruș albastru (Alcedo atthis), lăstunul mare (Apus apus), stârc cenușiu (Ardea cinerea), fugaci de țărm (Calidris alpina), fugaci roșcat (Calidris ferruginea), fugaci mic (Calidris minuta), rândunică roșcată (Cecropis daurica), prundăraș de sărătură (Charadrius alexandrinus),  prundaș gulerat mic (Charadrius dubius), barză albă (Ciconia ciconia), erete de stuf (Circus aeruginosus), lăstun de casă (Delichon urbicum), egretă mică (Egretta garzetta), șoim călător (Falco peregrinus), lișiță (Fulica atra), ciocârlan (Galerida cristata), găinușă de baltă (Gallinula chloropus), cocor (Grus grus), scoicar (Haematopus ostralegus), piciorong (Himantopus himantopus), rândunică (Hirundo rustica), pescăriță mare (Hydroprogne caspia), stârc pitic (Ixobrychus minutus), Larus audouinii, codobatura galbenă (Motacilla flava), stârc de noapte (Nycticorax nycticorax), pietrar sur (Oenanthe oenanthe), vultur pescar (Pandion haliaetus), viespar (Pernis apivorus), cormoran mare (Phalacrocorax carbo), flamingo roz (Phoenicopterus roseus), Phoenicopterus ruber, ploier argintiu (Pluvialis squatarola), chiră de mare (Thalasseus sandvicensis), fluierar de mlaștină (Tringa glareola), fluierar cu picioare verzi (Tringa nebularia)
- mamifere (1): delfin mare (Tursiops truncatus)
- reptile (1): Caretta caretta

Pe lângă speciile protejate, pe teritoriul sitului au mai fost identificate 6 specii de plante, 1 specie de amfibieni, 2 specii de mamifere, 2 specii de reptile.